# Rembrandt Bugatti

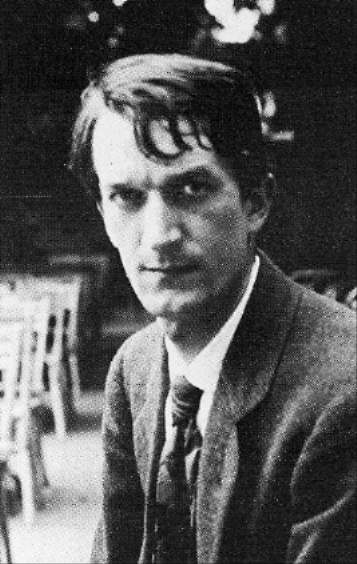
Rembrandt Bugatti

Rembrandt Bugatti (* 16. Oktober 1884 in Mailand; † 8. Januar 1916 in Paris) war ein italienischer Bildhauer. Er war der jüngere Bruder des Automobilkonstrukteurs Ettore Bugatti. Sein Werk umfasst in erster Linie Tierplastiken und gilt als überaus eigenständige künstlerische Position innerhalb der Bildhauerei der Frühmoderne. Er zählt zu den wesentlichen italienischen Wegbereitern des Art déco.

## Leben und Werk

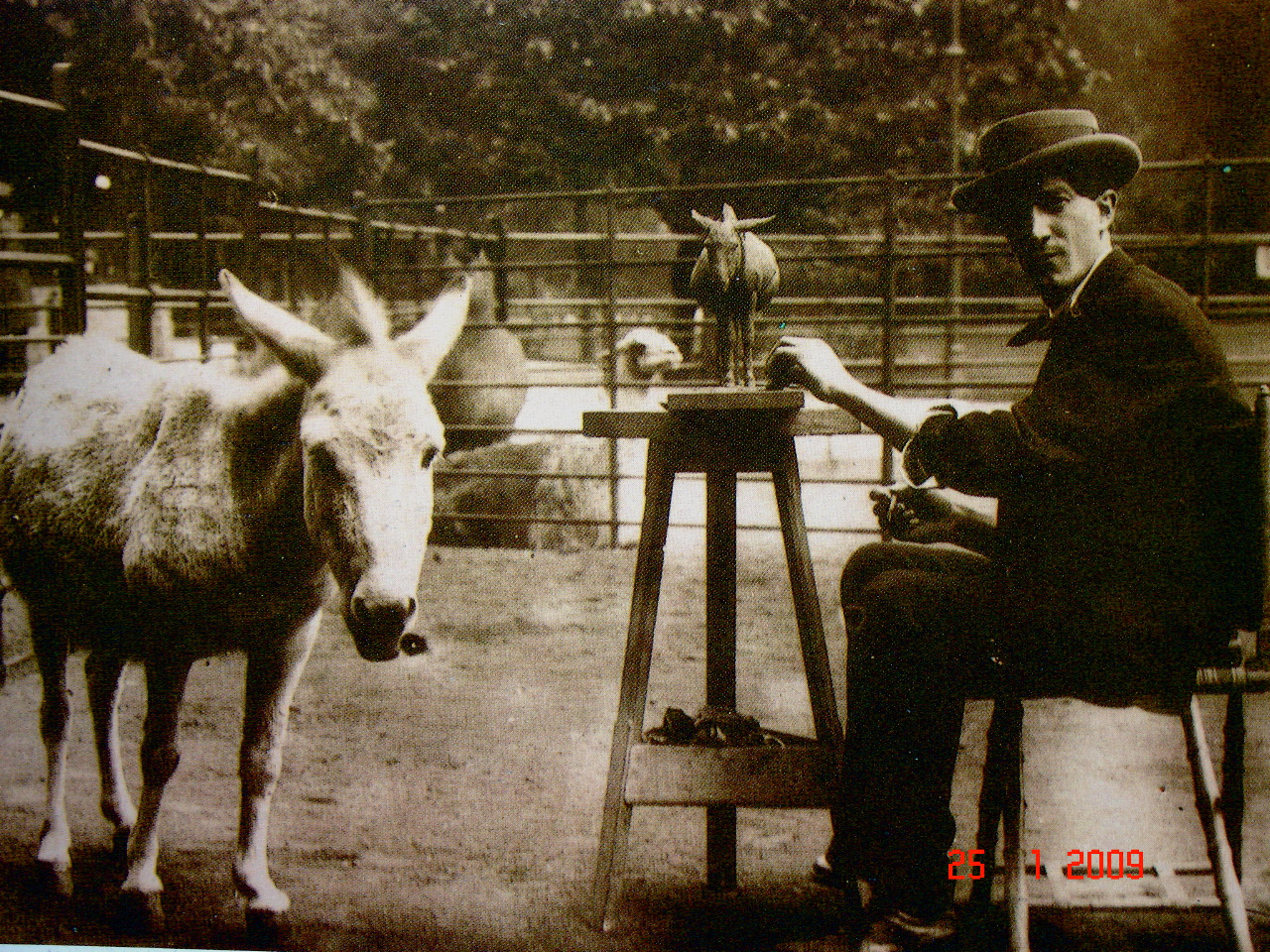
Rembrandt Bugatti 1910 (im Zoo von Antwerpen)

Rembrandt Bugatti war das dritte Kind des in Mailand ansässigen Möbelgestalters Carlo Bugatti und seiner Frau Teresa Bugatti, geb. Lorioli. Sein Vorname, der auf den niederländischen Barock-Maler Rembrandt van Rijn Bezug nimmt, wurde der Familienüberlieferung nach von seinem Taufpaten vorgeschlagen, dem italienischen Bildhauer Ercole Rosa. Bugatti wuchs in einem hochkünstlerischen Umfeld auf: Der Maler Giovanni Segantini war sein Onkel, und im Hause seiner Eltern verkehrten Bildhauer wie Ercole Rosa und Paolo Troubetzkoy ebenso wie Komponisten, darunter Ruggero Leoncavallo und Giacomo Puccini. Früh wurde Bugatti in seinem Talent entdeckt und gefördert. Erste Ausstellungen in Mailand, Turin, Venedig und später in Paris erregten großes Aufsehen und brachten dem jungen Künstler Anerkennung und Erfolg. Durch seine Zusammenarbeit mit dem Galeristen und Bronzegießer Adrien-Aurélien Hébrard in Paris, der auch Modelle von Degas und Rodin vervielfältigte, gelangten seine Werke in Bronzegüssen von höchster Qualität in viele wichtige Sammlungen. Unter dem Eindruck des Ersten Weltkriegs verdüsterte sich das Gemüt des Künstlers. 1916 nahm er sich im Alter von 31 Jahren in Paris das Leben.
Schon als Heranwachsender hatte Rembrandt Bugatti ein so auffallendes Talent für die Bildhauerei offenbart, dass er keine Kunstakademie mehr besuchen musste. Erst 16 Jahre war er alt, als er 1901 mit einer ersten Plastik auf der Frühjahrsausstellung in Mailand debütierte. Ebenso früh hatte Bugatti zu einem Thema gefunden, das ihn lebenslang beschäftigen sollte: das Tier. Hatte er zunächst vor allem Kühe modelliert, so entdeckte er als junger Mann in den Zoologischen Gärten von Paris und Antwerpen exotische Tiere aus aller Welt: Ameisenbären, Tapire und Marabus, Yaks, Sekretärvögel und Kängurus werden erstmals in der europäischen Kunstgeschichte bei Bugatti zum Gegenstand der Bildhauerei. Besonders hatten es ihm die Raubkatzen angetan, deren Kraft und Eleganz er in zahlreichen Plastiken verewigte.
Rembrandt Bugatti betrachtete seine Modelle lange und intensiv. Ohne irgendwelche Vorzeichnungen und Studien schuf er dann fast alle Plastiken in einem einzigen Arbeitsgang vor dem oder sogar im Tiergehege selbst. Ein außergewöhnliches Gespür für den richtigen Augenblick erlaubte es dem Künstler, den prägnantesten Moment des tierischen Wesens festzuhalten und dadurch tatsächliche Porträts zu erschaffen. Denn immer ging es ihm um die genaue Erfassung der Eigenheiten, Bewegungen und Empfindungen seines Gegenübers. Bugatti porträtierte aber nur Tiere, zu denen er sich mindestens so sehr hingezogen fühlte wie zu Menschen. Bugattis Arbeit ist von großer künstlerischer Freiheit und der Beherrschung seiner bildhauerischen Mittel geprägt. Durch genaue Beobachtungsgabe und tiefgründiges Einfühlungsvermögen verlieh er seinen Figuren eine bemerkenswerte Präsenz. Bugattis Formensprache oszilliert zwischen Naturalismus und Expressionismus, Kubismus und Futurismus und hat sich doch die Neugier und die Opulenz der Belle Époque bewahrt.

### Pariser Zeit

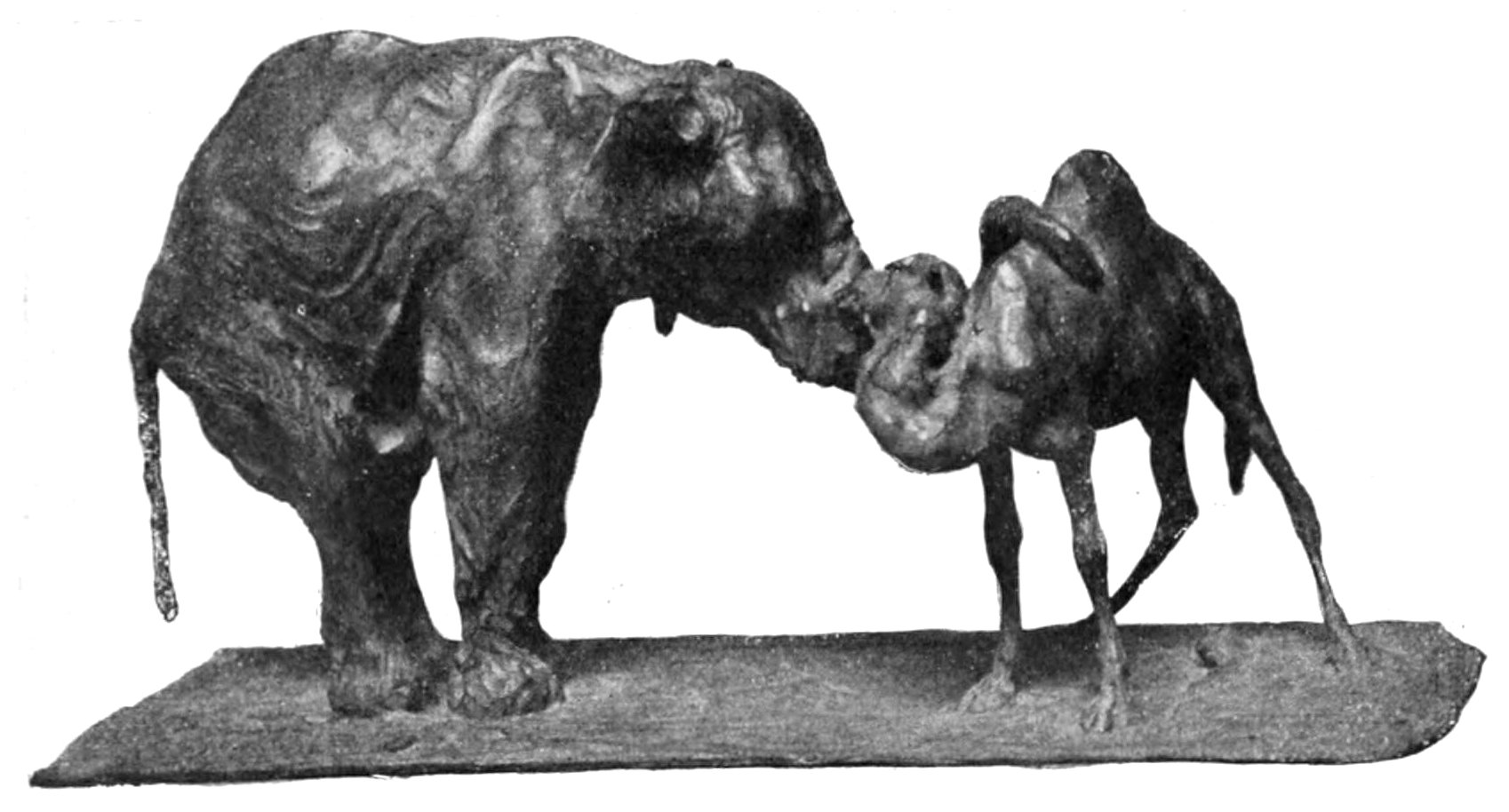
Kamel und Elefant (1904)

Um 1904 siedelte Rembrandt Bugatti zusammen mit seinen Eltern und der älteren Schwester Deanice mit seiner Familie nach Paris über. Troubetzkoy vermittelte den Kontakt zu dem Galeristen Adrien-Aurelien Hébrard, der Bugattis Werke ab 1904 regelmäßig in seiner Galerie zeigte und weitere Ausstellungen organisierte. Mit der Unterstützung Hébrards, der über eine eigene Formgießerei verfügte, konnte Bugatti nun regelmäßig Bronzegüsse seiner Plastiken herstellen, die nach dem Wachsausschmelzverfahren gegossen wurden und sich durch hoch qualitätvolle, dunkle Patinierungen auszeichneten. Bugatti etablierte sich schnell in Paris. Seine Ausstellungen erhielten positive Kritiken, und es gelang seinem Galeristen, viele seiner Werke zu verkaufen.

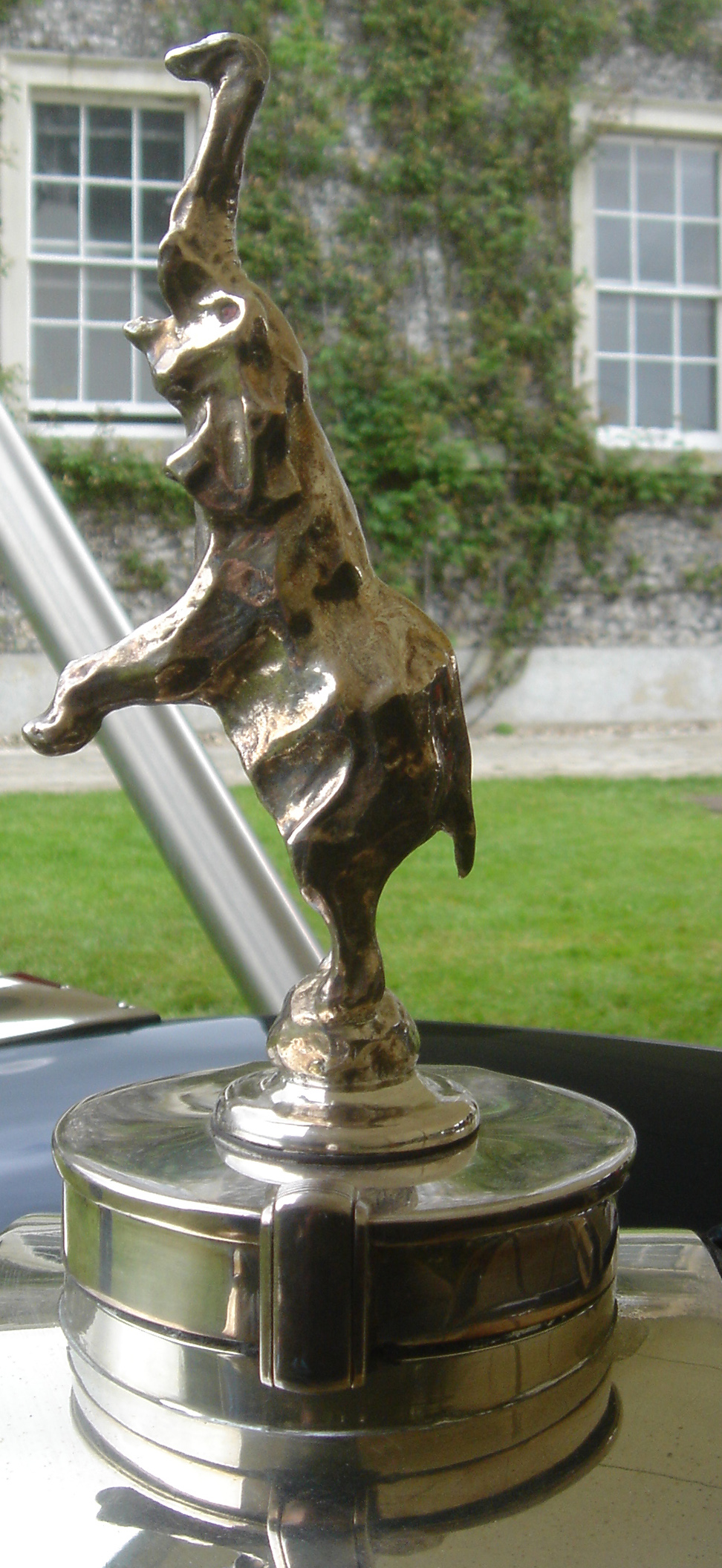
Von Rembrandt Bugatti entworfene Figur eines Elefanten, die nach seinem Tod für den Bugatti Type 41 „Royale“ verwendet wurde

1904 schuf Bugatti einen sich aufbäumenden Elefanten als Petschaft des Siegels seines Bruders. Diese Plastik erlangte viele Jahre später Berühmtheit: Ettore Bugatti verwendete sie als Kühlerfigur für den Bugatti Type 41 „Royale“, sein ambitioniertestes und vielleicht legendärstes Automobil.
1907 wurde Rembrandt Bugattis in künstlerischer Hinsicht erfolgreichstes und schöpferischstes Jahr. Im Laufe des Jahres trennte er sich allerdings von seiner Familie und zog, nachdem er eine Einladung des dortigen Zoologischen Gesellschaft erhalten hatte, allein nach Antwerpen.

### Antwerpener Zeit

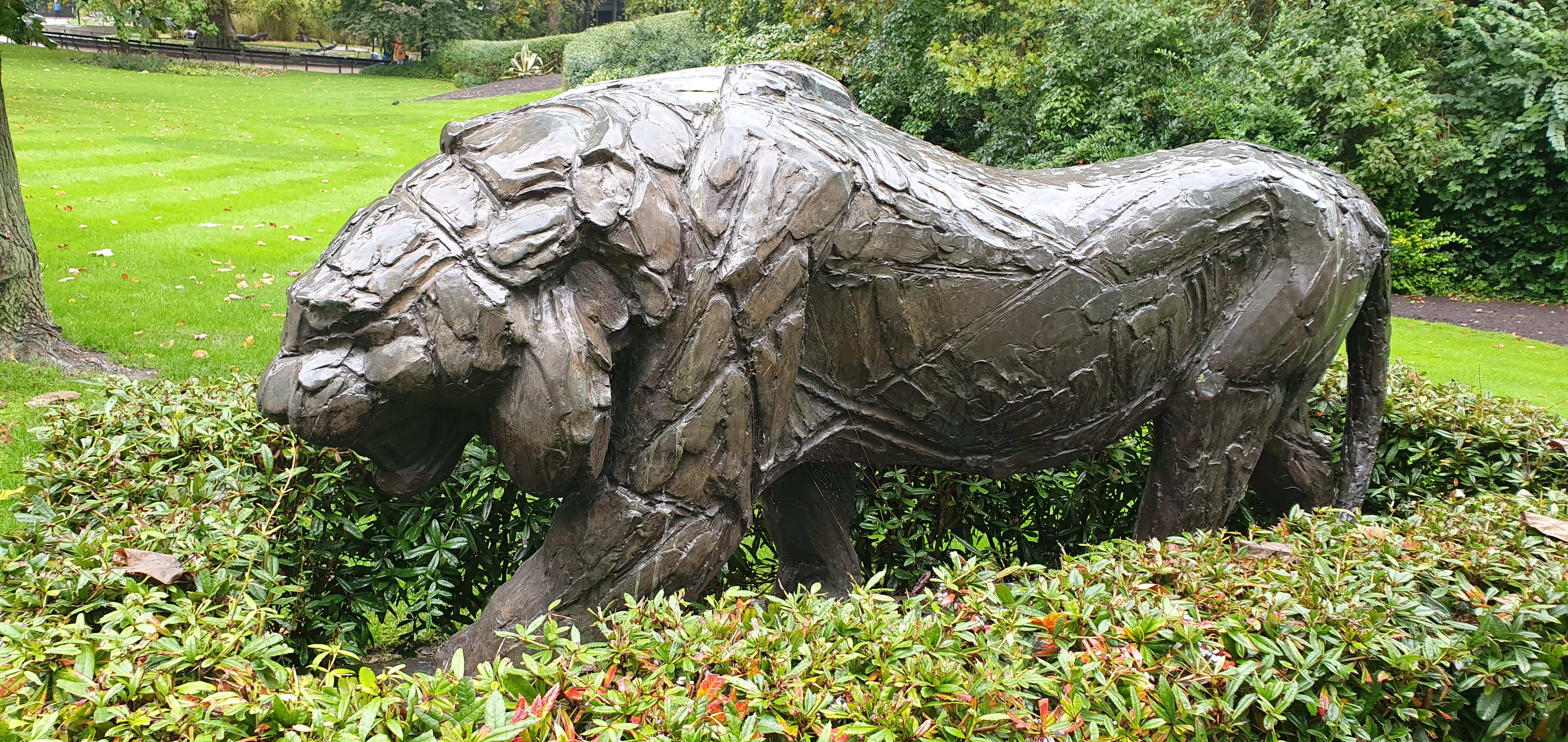
Sibirischer Tiger im Zoo von Antwerpen

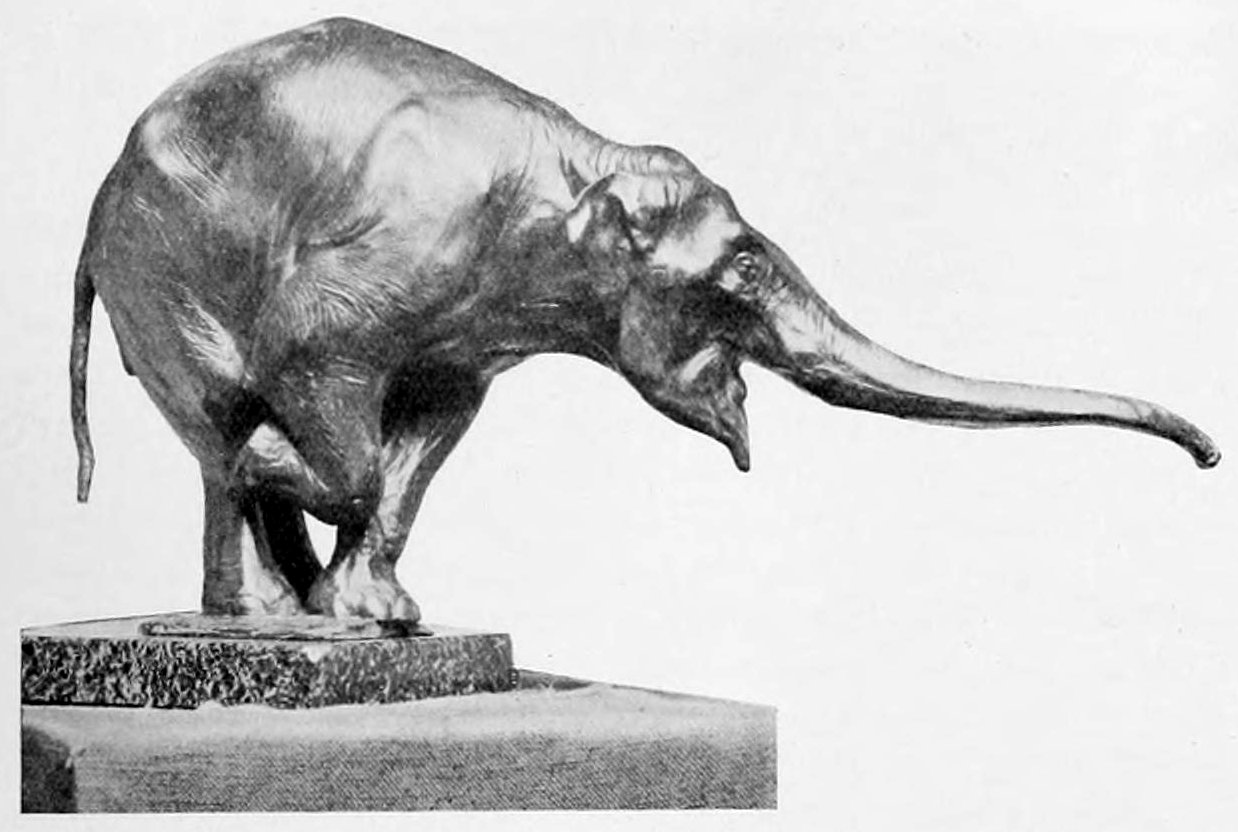
Skulptur eines Elefanten von Rembrandt Bugatti (1908)

Rembrandt Bugatti ließ sich im Spätsommer 1907 dauerhaft in Antwerpen nieder.
Antwerpen war als Kunstzentrum bekannt; dort befand sich die wichtigste Kunstschule Belgiens, die Königliche Akademie der Schönen Künste. Von besonderer Bedeutung für Rembrandt Bugatti aber war der städtische Zoo. Er verfügte über zahlreiche Wildtiere, die von Wildfängern aus Übersee ins Land gebracht wurden. Bugatti arbeitete hier wie eine Reihe weiterer Künstler vor den lebenden Motiven. In der Antwerpener Zeit entstanden Plastiken von Pavianen, Antilopen, Leoparden und Flamingos.
Höhepunkt von Bugattis Antwerpener Zeit war das Jahr 1910. Im Frühsommer des Jahres organisierte er seine erste große Einzelausstellung in der Königlichen Zoologischen Gesellschaft, die zu einem künstlerischen Erfolg wurde. In der Folgezeit entwickelte Bugatti seinen Stil weiter. Seine Plastiken wurden geometrischer, strukturierter und kantiger. Mit seiner Niederlassung in Antwerpen reduzierte sich Bugattis Kontakt zu seiner Familie und zu anderen Künstlern zunehmend. Ab 1914 kamen gesundheitliche und finanzielle Probleme hinzu; möglicherweise begann Bugatti in dieser Zeit, eine Depression zu entwickeln.

### Der Erste Weltkrieg und Tod
Zu Beginn des Ersten Weltkrieges verpflichtete sich Rembrandt Bugatti als freiwilliger Helfer für das Belgische Rote Kreuz. Er arbeitete in einem Lazarett, das im Antwerpener Zoo eingerichtet worden war, und half bei der Pflege Verwundeter. Wegen Futtermangel begann die Zooleitung damit, Tiere zu töten. Diese Erfahrungen verschlechterten die Verfassung des Künstlers. Ende 1914 reiste er nach Italien und später nach Paris. Der Zusammenbruch des Kunstmarktes vergrößerte Bugattis finanzielle Not, weil er während des Krieges keine Käufer für seine Arbeiten mehr fand. Seine letzten Werke sind ein Tiger, der eine Schlange zertritt, und ein Christus am Kreuz, sein einziges sakrales Werk überhaupt.
Am 8. Januar 1916 nahm sich Rembrandt Bugatti in seinem Pariser Atelier mit Gas das Leben.

## Ausstellungen
- 1983: Die Bugattis. Ausstellung mit 30 Werken von Rembrandt Bugatti im Museum für Kunst und Gewerbe Hamburg. Kurator Heinz Spielmann
- 2014: Rembrandt Bugatti. Der Bildhauer 1884–1916, Alte Nationalgalerie, Berlin. Katalog.[11][12]